# Marcel Kunz
Marcel Kunz (Gerlafingen, Solothurn kanton, 1943. május 24. – Bázel, 2017. július 22.) válogatott svájci labdarúgó, kapus.
1967 és 1971 között 14 alkalommal szerepelt a svájci válogatottban.

## Sikerei, díjai
FC Basel
- Svájci bajnokság
  - bajnok (5): 1966–67, 1968–69, 1969–70, 1971–72, 1972–73
- Svájci kupa
  - győztes: 1967, 1975